# Agrypon postscutellare
Agrypon postscutellare là một loài tò vò trong họ Ichneumonidae.